# Ricinocarpos bowmanii
Ricinocarpos bowmanii är en törelväxtart som beskrevs av Ferdinand von Mueller. Ricinocarpos bowmanii ingår i släktet Ricinocarpos och familjen törelväxter. Inga underarter finns listade i Catalogue of Life.